# U 652 (Kriegsmarine)
De U 652 was een Duitse U-boot van de VII C-klasse van de Kriegsmarine tijdens de Tweede Wereldoorlog, onder commando van Oberleutnant Georg-Werner Fraatz.

## Geschiedenis
Op 4 september 1941 lokaliseerde de USS Greer de U 652 afgaande op een rapport van een Brits vliegtuig en begon die te schaduwen. De USS Greer hield door middel van zijn ASDIC contact met de U-boot en zond intussen voortdurend radioberichten uit over de positie van de vijand, in de hoop dat een geallieerde torpedobootjager daarmee zijn voordeel zou kunnen doen.
Een tweede Brits vliegtuig verscheen op het toneel en wierp vier dieptebommen af, maar die troffen geen van alle doel. Twee uur later lanceerde de U 652 een torpedo op de USS Greer, die evenmin doel trof. De Amerikanen waren verontwaardigd over deze aanval op een van hun torpedojagers.

## Ondergang
De U 652 werd zeer zwaar beschadigd door dieptebommen van Swordfish-vliegtuigen op 2 juni 1942 in de Middellandse Zee in de Golf van Salloum, in positie 31° 55′ 0″ NB, 25° 11′ 0″ OL. De 46 overlevenden werden opgepikt door de U 81. Daarna bracht de U 81 met een torpedo de U 652 tot zinken.